# Jorjivka, Șîșakî
Jorjivka (în ucraineană Жоржівка) este localitatea de reședință a comunei Jorjivka din raionul Șîșakî, regiunea Poltava, Ucraina.

## Demografie
Componența lingvistică a localității Jorjivka
     Ucraineană (97,32%)
     Rusă (2,05%)
     Alte limbi (0,48%)
Conform recensământului din 2001, majoritatea populației localității Jorjivka era vorbitoare de ucraineană (97,32%), existând în minoritate și vorbitori de rusă (2,05%).